# Tingvoll
Tingvoll è un comune norvegese della contea di Møre og Romsdal.